# Gonzalo Zepeda Perry
Gonzalo Zepeda Perry (Ovalle, 1877-Santiago, 22 de marzo de 1937) fue un abogado y político liberal chileno. Ejerció como diputado de la República durante dos periodos consecutivos (1912-1915 y 1915-1918).

## Biografía
Estudió en el Liceo de Ovalle y de La Serena. Cursó Leyes en la Universidad de Chile, graduándose de abogado el 22 de abril de 1899. Se casó con María Cristina Barrios Flores, con quien tuvo seis hijos, entre los que destaca Hugo Zepeda Barrios.
Se dedicó al ejercicio del derecho, especialmente en asuntos comerciales; y en política, incorporándose muy joven a las filas del Partido Liberal Democrático.
Fue un dirigente regional del Liberalismo Democrático, formado en el molde de las rudas tardeas de las artes liberales.

## Trayectoria pública y política
Fue presidente del partido en Ovalle, en reemplazo del servidor público Blas Ossa y Ossa, que abandonó el cargo por razones de salud.
Fue, durante un breve período, municipal por la comuna de Ovalle y tuvo a su cargo la primera alcaldía. Le dio a su ciudad natal alumbrado público, mejoras en la pavimentación de calles y veredas, y otros adelantos materiales que modernizaron la ciudad.
En 1906 fue elector del Presidente de la República. Elegido Diputado de la República por Ovalle, Combarbalá e Illapel en dos períodos consecutivos (1912-1918), siendo integrante de la Comisión permanente de Legislación y Justicia y luego en la de Guerra y Marina.

### Otras actividades
Posterior a su legislatura, colaboró con la prensa, en temas legales y administrativos, además se dedicó unos años a la agricultura (1919-1925).
Fue socio del Club Social de Coquimbo, Superintendente del Cuerpo de Bomberos, Presidente del Rotary Club de Coquimbo.